# آزمایش بازی
آزمایش بازی یا تست بازی (به انگلیسی: Playtest) دومین قسمت از فصل سوم مجموعه آنتولوژی علمی‌تخیلی بریتانیایی آینه سیاه است. فیلم‌نامه این قسمت توسط توسط خالق سریال آینه سیاه یعنی چارلی بروکر نوشته شده و دن تراختنبرگ آن را کارگردانی کرده‌است. آزمایش بازی همچون دیگر اپیزودهای فصل سوم سریال در تاریخ ۲۱ اکتبر ۲۰۱۶ توسط نت‌فلیکس منتشر شد.
داستان این قسمت دربارهٔ یک گردشگر جوان آمریکایی به نام کوپر است که در طی سفر خود، مدتی است در لندن گیر افتاده‌است. کوپر برای تأمین هزینه‌های سفر و بازگشت به آمریکا، به پیشنها دوست دختر خود می‌پذیرد تا در آزمایش یک کمپانی تولید بازی‌های کامپیوتری شرکت کنند. کوپر این پیشنهاد را قبول می‌کند اما چیزی که در طی این آزمایش تجربه می‌کند، پایه باورهایش را به‌طور کلی می‌لرزاند.
آزمایش بازی برخلاف اپیزودهای دیگر سریال آینه سیاه، دارای المان‌هایی از ژانر ترسناک است. این اپیزود به‌طور کلی با نظرات مثبتی از سوی منتقدان و تماشاگران همراه شد.